# Bo Jonsson (Grip)
Bo Jonsson (Grip), född senast i början av 1335, död 20 augusti 1386, var en svensk väpnare, riksråd, drots och därmed under sin levnad en av de mäktigaste i Sverige näst kungen, Magnus Eriksson, och senare kung Albrekt av Mecklenburg. Hans föräldrar var Jon Tomasson (Grip) och Ingeborg Bosdotter (Natt och Dag). Han har gett namn åt Gripsholms slott.

## Biografi
Bo Jonsson föddes senast i början av 1335 (hans far var död 24 maj 1334). Han tillhörde den äldre grenen av ätten Grip. Bo nämns första gången i samtida källor 1354 då han redan var myndig. Han utsågs till riksråd senast 1359, fogde i Stockholm 1364, lagman i Östergötlands lagsaga 1366, kung Albrekt av Mecklenburg högste ämbetsman (officialis generalis) 1369, drots 1371, hövitsman i Finland 1371 och lagman där 1380, häradshövding i Tjust från 1381 till sin död. Han innehade också flera andra häradshövdingeposter under sin karriär, bland annat i Dalarna. Bo Jonsson begravdes i Vadstena klosterkyrka 25 augusti 1386.
Bo Jonsson var den störste icke kungliga jordinnehavaren någonsin i Sverige. Hans godsmassa, till största delen bestående av pantlän, omfattade över 1/3 av Sverige och hela Finland. Bo Jonsson som kom från en rik adelssläkt, lånade ut stora summor pengar till kung Magnus Eriksson och när kungen inte kunde betala tillbaka löste han dem istället med jordegendomar. 
Bo Jonsson blev med tiden starkt kritisk mot hur Magnus Erikssons styrde landet. Han gillade inte de allt högre skatterna och adelns minskade inflytande. Detta ledde till att han till slut tog initiativet till upproret mot Magnus Eriksson. Han åkte själv ned till Mecklenburg för att kalla in Albrekt till Sverige som ny kung. Det är uppenbart att de stora summor Bo Jonsson lånade ut till kronan för de län och stora gods han fick inte kunde härröra från hans ärvda förmögenhet som enligt hans testamente inte var särskilt stor. Ett konsortium av inflytelserika frälsemän, förmodligen medfinansiärer till de stora lånen, kan identifieras genom testamentet där tio exekutorer namnges.
Bo Jonssons godsförvärv måste ses i ett politiskt sammanhang. Avsikten var att skapa en maktbas för att hindra den Mecklenburgska dynastin från att upprätta ett permanent maktinnehav i Sverige. Bo Jonsson gjorde därför i sitt testamente en klar åtskillnad mellan sin privata godsegendom (huvudsakligen i Småland, Västergötland och Halland) och de med politiska syften förvärvade pantgodsen i övriga riket. Han kom mot slutet av sitt liv att äga över 1500 lantegendomar runt om i Sverige och byggde flera egna borgar, däribland Gripsholm som var en sätesgård, namngiven efter ätten Grip, och Bjärkaholm vid Bjärka-Säby säteri.

## Bo Jonssons fastighetsförvärv från 1381
Bo Jonsson förvärvade under året 1381 en rad gods och gårdar runt om i Sverige inom en snäv tidsperiod vilket finns belagt i olika köpehandlingar. 1381 köpte han en del av Herrborums gods i Östergötland. Kopplingen till Herrborums gods kom via Birger Ulfsson, son till Heliga Birgitta, och Ingegärd (vars mormor var Heliga Birgitta). Ingegärd skänkte en del av Herrborum till Vadstena Kloster år 1374, samma år som Heliga Birgittas kvarlevor fördes till klostret. Strax efter, inleddes en rad snabba förvärv där exempelvis samtliga lantgårdar på Lidingö, som förvärvades under tidsperioden 1376–1381 och som sammantaget antas ha omfattat i stort sett hela Lidingölandet även inbegripet öarna Stora och Lilla Höggarn och Fjäderholmarna samt den största gården "Wiby" som man antar motsvarade nuvarande Bo Gård i stadsdelen Bo vid Kyrkviken. 
1384 bytte han bort Lidingö till sin släkting Finvid Finvidson d.y. Vissa uppgifter gör gällande att Bo Jonssons förvärv ofta var förknippat med hot om de inte gick med på att sälja, vilket beläggs av att många köp gjordes under en mycket kort tidsperiod på vitt skilda platser i Sverige som exempelvis under året 1381, där det inte kan ha handlat om en förhandling om köp, vilket hade tagit betydligt längre tid. Under 1380-talet förvärvade han också Vinäsättens Vinäs, vilket senare kom att bli friherreskap för hans ättlingar av den yngre grenen Grip till Vinäs.

## Bo Jonsson och Vadstena kloster
Bo Jonsson hade goda relationer med Vadstena kloster (där han också är begraven) genom goda relationer till Birger Ulfsson (son till Heliga Birgitta) som också kom att fungera som en av Bo Jonssons testamentsexekutorer. Enligt Vadstenadiariet var Bo Jonsson på sin tid politiskt så stark att "mot denne kunde inte ens kungen, herr Albrekt, hävda sig i något avseende, fast han ibland försökte".

## Bo Jonsson som privatperson
När det gäller Bo Jonssons privatliv har ett par händelser lyfts fram i litteraturen som bevis på hans förmenta girighet och grymhet, nämligen det kejsarsnitt som utfördes på hans första hustru efter hennes död, samt dråpet på frälsemannen Karl Nilsson (kluven sköld) i Gråbrödraklostret i Stockholm. Det för tiden obligatoriska förfarandet att genom kejsarsnitt försöka rädda det ofödda barnets liv och själ har i litteraturen vänts mot Bo Jonsson genom det ogrundade påståendet att operationen utfördes endast för att han skulle kunna ärva barnet (om barnet var levande skulle det ärva sin mor, varefter fadern skulle ärva barnet vid dess död, men om det var dödfött skulle arvet gå till moderns släktingar). 
Omständigheterna kring dråpet på Karl Nilsson är inte närmare kända. Genom det urfejdebrev som hans arvingar utfärdade till Bo Jonsson vet man dock att en förlikning måste ha ägt rum.
Många gånger uppges Bo Jonsson ha tvingat fattiga bönder att överlåta sina gårdar utan ett öre i ersättning. Som förevändningar ska han exempelvis ha använt att bonden inte hade kunnat betala skatt, eller att han inte hade fullgjort sin krigstjänstplikt, eller till och med att bonden inte kunde betala de böter som Bo Jonsson själv hade ålagt honom. Ett exempel ur bevarade rättshandlingar från den tiden är ett fall då en man blivit dömd till döden för stöld men "löste sitt liv från galgen" genom att överlåta en gård till Bo Jonsson, "som konungsrätten över honom hade". Böner eller motspänstighet ska den allsmäktige herremannen ha tystat genom hot med fångtornet. I rättsakterna finns vittnesbörd om hur offret gav efter och lämnade sin gård, "hellre än mista sin helbrydha [hälsa] i tornena".
Den skrämmande mörka bilden av Bo Jonsson Grip som målats upp har dock sina något ljusare sidor. Bevarade dokument från hans tid indikerar att han var en ovanligt skicklig organisatör. Han nöjde sig inte med att slå ihop en massa små gårdar till stora gods utan utnyttjade också deras produktionsmöjligheter på ett mer effektivt sätt. Han visade omsorg inte bara för jordbrukets, fiskevattnens och gruvornas avkastning, utan utnyttjade även vattenkraften för att bygga kvarnar och för andra industriella ändamål. Bo Jonsson bedrev också omfattande affärsverksamhet utomlands. Inom nästan alla områden av näringslivet utvecklade han en anmärkningsvärd entreprenörsanda. Resultatet var att hans rikedomar också växte, inte bara i form av tillgångar utan även i kontanter. Mycket tyder på att Bo Jonsson på det ekonomiska området var en föregångsman som insåg vikten av penninghantering framför den äldre medeltidens naturahushållning.
Sammantaget lyckades han genom sina personliga egenskaper tillförsäkra sig en maktställning utan like, politiskt såväl som ekonomiskt. Författaren till Vadstena klosterannaler skrev efter hans död att "han var mycket mäktig på sin tid; ty då styrdes allt i riket så att säga på hans vink, och konung Albrekt förmådde intet mot honom i någonting, änskönt han då och då försökte".
Bo Jonsson lät översätta Alexandersagan till svenska, en bok om Alexander den store som styrde över ett välde som enligt sagan innefattade bland annat Grekland, Egypten och Italien.

### Äktenskap
1. Margareta Petersdotter (Porse), dotter till riddaren Peter Porse, död i september 1360 i barnsäng.
2. Margareta (Greta) Lambrektsdotter Dume, dotter till väpnaren Lambrekt Dume.

### Barn
1. Jon, född i september 1360, död senast 15 mars 1361.
2. Knut Bosson (Grip), död 1406.
3. Margareta, gift med Detlef Bylow.
4. flera till namnet okända döttrar, en av dem möjligen identisk med den Katarina som var gift med Bo Jonssons fogde Bo Jönsson (Jöns Götessons ätt).

### Fotnoter
1. ↑  Sveriges kyrkor: konsthistoriskt inventarium. 196. Vadstena klosterkyrka. - 3. Gravminnen: Östergötland Robert Bennett.
2. ↑  Finvid Finvidson d.y. var av Frössviksätten, med sätesgård på den västra sidan av Bogesundslandet (äldre benämning Wäderöön).
3. ↑  Carl Grimberg. ”187 (Svenska folkets underbara öden / X. Supplement I)”. runeberg.org. https://runeberg.org/sfubon/10/0199.html. Läst 4 augusti 2023.
4. 1 2 3  Carl Grimberg. ”188 (Svenska folkets underbara öden / X. Supplement I)”. runeberg.org. https://runeberg.org/sfubon/10/0200.html. Läst 4 augusti 2023.
5. 1 2  Carl Grimberg. ”189 (Svenska folkets underbara öden / X. Supplement I)”. runeberg.org. https://runeberg.org/sfubon/10/0201.html. Läst 4 augusti 2023.
6. ↑   Boken om Sveriges historia (Ny utg.). Forum. 2003. sid. 72. ISBN 978-91-37-11999-1. Läst 29 juli 2024